# Wu Weiren
Wu Weiren (chinesisch 吳偉仁 / 吴伟仁, Pinyin Wú Wěirén, * 25. Oktober 1953 in Desheng, Provinz Sichuan) ist ein chinesischer Nachrichtentechnik-Ingenieur. Seit dem  8. Juni 2022 ist er Leiter des Labors für Tiefraumerkundung.
Am 3. Juni 2020 wurde der Asteroid des äußeren Hauptgürtels 281880, auch bekannt als 2010 GK126, nach ihm benannt.

## Jugend und Studium
Wu Weiren wurde am 25. Oktober 1953 in der Großgemeinde Desheng (得胜镇), im Norden des Kreises Pingchang der Provinz Sichuan, als das älteste von sechs Kindern einer armen Bauernfamilie geboren. Ab September 1960 besuchte er in Desheng die Grundschule der Produktionsbrigade Tuanjie (团结大队小学) (dies war die Zeit der Volkskommunen). Die Gegend in den südlichen Ausläufern des Daba Shan, auf einer Höhe von mehr als 800 m über dem Meeresspiegel, ist durch ihre steilen Hänge für Landwirtschaft nicht wirklich geeignet. Das Leben dort war schwer, und nach Schulschluss musste Wu Weiren als ältester Sohn regelmäßig die Rinder der Produktionsgruppe auf den Hochweiden beaufsichtigen oder beim Heumachen helfen, um für seine Eltern einige Arbeitspunkte zu erwirtschaften, damit der Familie bei der nächsten Verteilung von Getreiderationen etwas mehr zugeteilt wurde.
1966, während er die Unterstufe des Gymnasiums besuchte, wo er bereits durch sehr gute Noten in Mathematik, Physik und Chemie auffiel und zum Klassensprecher gewählt wurde, brach die Kulturrevolution aus. Es fand kein Unterricht mehr statt, die Schüler beschäftigten sich nur noch mit der Vorbereitung von und Teilnahme an Demonstrationen, Betriebsbesuchen etc. Dadurch verzögerte sich seine Ausbildung. Erst 1971, mit fast 18 Jahren, begann Wu die Oberstufe des Gymnasiums Pingchang zu besuchen, wo er Vorsitzender des Schülerrats (校学生会) und stellvertretender Sekretär des Schulkomitees des Kommunistischen Jugendverband Chinas (共青团委员会) wurde, der nach dem Chaos in den ersten Jahren der Kulturrevolution gerade wieder seine Arbeit aufgenommen hatte.
Nach dem Abitur begann Wu Weiren im September 1975 ein Studium im Fachbereich Fernerkundung und Fernsteuerung der damaligen Fakultät für Nachrichtentechnik an der Chinesischen Universität für Wissenschaft und Technik in Hefei, wo er im November 1978 seinen Abschluss machte.

## Raumfahrtingenieur
Gleich nach dem Erwerb des Ingenieurdiploms, noch im November 1978, begann Wu Weiren am Pekinger Forschungsinstitut für Fernerkundungstechnik (北京遥测技术研究所) des damaligen Siebten Ministeriums für Maschinenbauindustrie zu arbeiten, von Anfang an als Leiter einer Projektgruppe (工程组长). Dort lernte er auch seine spätere Frau Cong Xiurong (丛秀荣) kennen, ebenfalls eine auf Fernerkundung spezialisierte Nachrichtentechnik-Ingenieurin.
Das Siebte Ministerium wurde 1982 in „Ministerium für Raumfahrtindustrie“ umbenannt, im April 1988 mit dem Ministerium für Luftfahrtindustrie zum „Ministerium für Luft- und Raumfahrtindustrie“ vereinigt und die Raumfahrtaktivitäten im März 1993 als „Dachgesellschaft für Raumfahrtindustrie“ ausgelagert. Wu Weiren während der gesamten Zeit beim Forschungsinstitut für Fernerkundungstechnik, ab Oktober 1989 als stellvertretender Laborleiter, ab Oktober 1991 als Laborleiter und ab Dezember 1994 als stellvertretender Institutsleiter.
Nachdem Wu Weiren von August 1997 bis Juli 1998 in der Fabrik 210 der Dachgesellschaft für Raumfahrtindustrie gearbeitet hatte, wechselte er zur Kommission für Wissenschaft, Technik und Industrie für Landesverteidigung, wo er zunächst stellvertretender Leiter der Abteilung für Wissenschaft und Technologie (科技司) war, dann Abteilungsleiter.
Während dieser Zeit, von Juni 2001 bis Juni 2004, studierte er als Doktorand an der Universität für Wissenschaft und Technik Zentralchina in Wuhan Elektrotechnik und schloss mit der Promotion ab.

## Mondprogramm

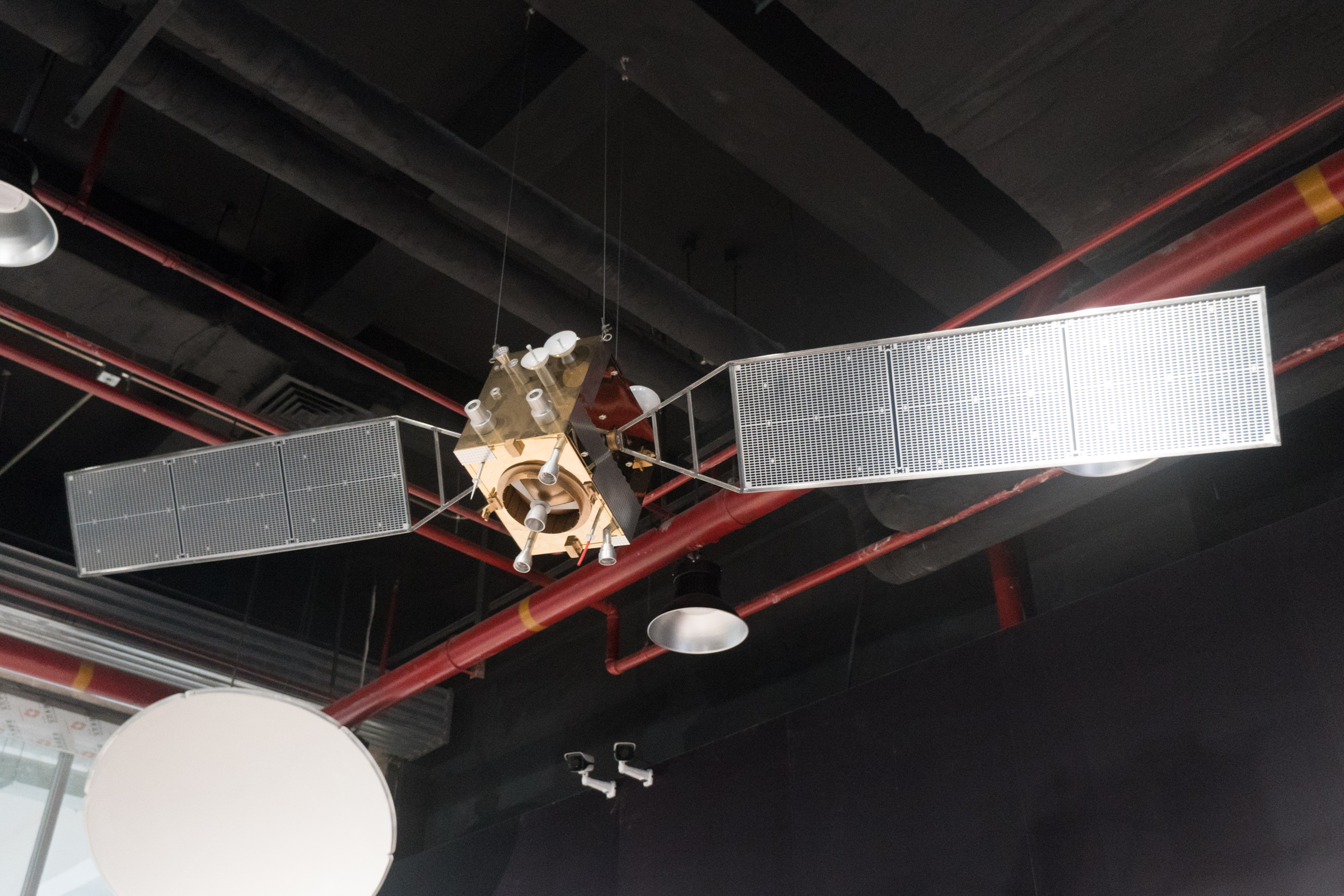
Modell von Chang’e 2 im Museum der Universität für Luft- und Raumfahrt Peking

Als die Wehrtechnik-Kommission am 15. März 2008 aufgelöst und in die Nationale Behörde für Wissenschaft, Technik und Industrie in der Landesverteidigung überführt wurde, blieb er bei der neuen Behörde. Im August 2008 begann er, bei dem von dieser zusammen mit der Nationalen Raumfahrtbehörde betriebenen Zentrum für Monderkundungs- und Raumfahrt-Projekte (探月与航天工程中心) zu arbeiten. Damals war man am Zentrum neben der Betreuung des Mondorbiters Chang’e 1 mit der Vorbereitung der Nachfolgemission Chang’e 2 beschäftigt. Unter seiner Verantwortung wurde für jene Mission das TT&C-System von der seit den Apollo-Zeiten gebräuchlichen Unified-S-Band bzw. USB-Technologie auf das höherfrequente X-Band umgestellt.
Anfang 2009 wurde Wu Weiren zum Leiter der Machbarkeitsstudiengruppe für den dritten Kleinen Schritt des Mondprogramms, also die Rückkehrsonden, ernannt. Unter seiner Führung arbeiteten knapp 100 Experten von der China Aerospace Science and Technology Corporation, der Chinesischen Akademie der Wissenschaften und den mit Luft- und Raumfahrttechnik befassten Universitäten das Konzept für Chang’e 5 und Chang’e 6 aus.
Am 2. Juni 2010, vier Monate vor dem Start von Chang’e 2, trat Wu Weiren die Nachfolge von Sun Jiadong (孙家栋, *1929) als Technischer Direktor des Mondprogramms (探月工程总设计师) an.
Damit war er die ingenieurmäßige Entsprechung zu dem Geochemiker Ouyang Ziyuan und dessen Nachfolger, dem Astrophysiker Yan Jun, die als Chefwissenschaftler (月球应用科学首席科学家) für die Planung der wissenschaftlichen Aspekte, also für die Nutzlasten der Sonden zuständig waren. Es war Wu Weiren, der im Sommer 2011, als Chang’e 2 am Ende ihrer erwarteten Lebensdauer noch voll einsatzfähig war, die Idee hatte, die Sonde zunächst zum Lagrangepunkt L2 des Sonne-Erde-Systems, anschließend zum erdnahen Asteroiden (4179) Toutatis und dann in den interplanetaren Raum zu fliegen. Hierbei sammelte China wertvolle Erfahrung beim Betrieb einer Tiefraumsonde.
Am 11. Juni 2020 wurde Wu Weiren von der International Astronautical Federation zusammen mit Yu Dengyun, dem stellvertretenden Technischen Direktor des Mondprogramms, sowie Sun Zezhou, dem Chefkonstrukteur der  Sonde Chang’e 4, für die weltweit erste Landung auf der Rückseite des Mondes der World Space Award verliehen.
Am 8. Juni 2022 wurde Wu Weiren bei der Eröffnung des Labors für Tiefraumerkundung der Nationalen Raumfahrtbehörde in Hefei zu dessen Leiter ernannt, obwohl er zu diesem Zeitpunkt bereits 68 Jahre alt war, also acht Jahre jenseits des gesetzlichen Renteneintrittsalters in China. Zwei Monate später, im August 2022, gab Wu Weiren sein Amt als Technische Direktor des Mondprogramms an Yu Dengyun ab.
Seit 2019 hatte Wu Weiren mit seinen Kollegen von der russischen Raumfahrtorganisation Roskosmos (er lernte auf dem Gymnasium noch Russisch statt Englisch) an einer gemeinsamen Mission des Mondlanders Chang’e 7 mit dem russischen Orbiter Luna 26 gearbeitet, bei der beide Sonden koordiniert vorgehen und sich gegenseitig unterstützen sollten.
Am 16. Juni 2021 veröffentlichten die CNSA und Roskosmos dann eine gemeinsame Handreichung für potentielle Partner bei einer Internationalen Mondforschungsstation.
Im weiteren Verlauf wurde jedoch klar, dass Roskosmos nicht zuverlässig liefern konnte. Die Starttermine für Luna 25 usw. verschoben sich immer weiter nach hinten. Als Wang Qiong (王琼) vom Zentrum für Monderkundungs- und Raumfahrt-Projekte der Nationalen Raumfahrtbehörde am 21. September 2022 auf dem jährlichen Kongress der International Astronautical Federation in Paris die Internationale Mondforschungsstation vorstellte, erwähnte er Russland nicht mehr.
Anlässlich eine Staatsbesuchs des russischen Ministerpräsidenten Michail Wladimirowitsch Mischustin in Peking vereinbarte dieser jedoch mit seinem chinesischen Amtskollegen Li Qiang, dass die politische Führung der beiden Länder weiterhin den Aufbau der Internationalen Mondforschungsstation vorantreiben wollte. Luna 26 sollte wie geplant gemeinsam mit dem Orbiter von Chang’e 7 Messungen durchführen, die russische Seite sollte eine wissenschaftliche Nutzlast für den Lander jener Sonde beisteuern.

## Lehrtätigkeit
Bis zu der vom Nationalen Volkskongress am 15. März 2008 verabschiedeten Reform der Organe des Staatsrats unterstand die Technische Universität Peking, ebenso wie acht weitere Universitäten mit technischer Ausrichtung der Kommission für Wissenschaft, Technik und Industrie für Landesverteidigung (danach die meisten davon dem Ministerium für Industrie und Informationstechnik). Anfang 2001, als er dort Leiter der Abteilung für Wissenschaft und Technologie war, hatte Wu Weiren mit der dortigen Fakultät für Raumfahrttechnik eine Zusammenarbeit bei Forschungsprojekten zum Thema Tiefraumerkundung in die Wege geleitet. Nachdem er 2010 beim Zentrum für Monderkundungs- und Raumfahrtprojekte Chefplaner geworden war, übernahm er als Wissenschaftsrat im Rang eines Professors (研究员) die Betreuung von Doktoranden der Universität. Diese wurden am Zentrum in reale Projekte eingebunden und trugen mit Dissertationen zu Themen wie „Optimierung der Flugbahn einer von der Mondoberfläche startenden Transportkapsel“ (Liu Wangwang 2014) oder „Optimierung der Parameter für einen Bohrmechanismus zum Sammeln von Bodenproben auf dem Mond“ (Wang Lili 2015) zum Gelingen der Missionen konkret bei. Nachdem Wu Weiren im Dezember 2015 in die Chinesische Akademie der Ingenieurwissenschaften berufen worden war, wurde er von der Technischen Universität Peking am 7. September 2016 als ordentlicher Professor angestellt.
Außerdem betreut Wu Weiren seit 2001 Studierende der Universität für Luft- und Raumfahrt Peking und unterrichtet an der Universität der Chinesischen Akademie der Wissenschaften (bis 2012 „Graduiertenschule der Chinesischen Akademie der Wissenschaften“) sowie der Universität für Elektrotechnik und Elektronik in Chengdu.
Wu Weiren ist seit ihrer Gründung 2014 Chefredakteur der vom Ministerium für Industrie und Informationstechnik herausgegebenen „Zeitschrift für Tiefraumerkundung“ (深空探测学报).

## Politisches Engagement
Von Januar 2018 bis Januar 2023 war Wu Weiren als nicht verbandsmäßig gebundener Vertreter der „Wissenschaftlich-technischen Kreise“ (科学技术界) Mitglied der Politischen Konsultativkonferenz des chinesischen Volkes, mit 112 von 2158 Mitgliedern eine der stärksten Fraktionen in dieser Ständevertretung.
Er war auch eines von 298 Mitgliedern des Ständigen Ausschusses der Konsultativkonferenz,
der, anders als die nur einmal pro Jahr tagende Vollversammlung, alle zwei Wochen zusammenkommt, dazu noch für Sondersitzungen wenn spezielle Gesetzesvorlagen vorbereitet werden müssen.

## Werke
Neben einer Vielzahl von wissenschaftlichen Aufsätzen verfasste Wu Weiren auch mehrere Bücher:
- 月球上的第一批人 [Die ersten Menschen auf dem Mond]. 花山文艺出版社, 石家庄 1983.
- 国防科技工业知识产权实务 [Praktische Handreichung für die Beantragung von wissenschaftlich-technischen Patenten im Verteidigungssektor]. 知识产权出版社, 北京 2005.
- 军工制造业数字化 [Digitalisierung in der Wehrwirtschaft]. 原子能出版社, 北京 2005.
- 奔向月球 [Auf zum Mond]. 中国宇航出版社, 北京 2007.
- 神舟飞船和探月工程 [Die Shenzhou-Raumschiffe und das Mondprogramm]. 五洲传播出版社, 北京 2008.
- Shenzhou spacecraft and lunar exploration project: China's space exploration (Übersetzung von Ma Chenguang, Yan Shuang und Zhang Hongpeng). China Intercontinental Press, Peking 2008.
- 深空探测器自主导航原理与技术 [Prinzip und Technik der automatischen Navigation von Tiefraumsonden]. 中国宇航出版社, 北京 2011.
- 绕月探测卫星飞行控制 [Flugsteuerung eines Mondorbiters]. 中国宇航出版社, 北京 2012.
- 深空测控通信系统工程与技术 [Konstruktion und Technik von TT&C-Systemen bei Tiefraum-Missionen]. 科学出版社, 北京 2013.